# Abdallah Deeb
Abdallah Khaled Deeb Salim (10 de março de 1987) é um futebolista profissional jordaniano que atua como meia.

## Carreira
Abdallah Deeb representou a Seleção Jordaniana de Futebol na Copa da Ásia de 2015 e 2011.